# چارکووو
چارکووو (به بلغاری: Charkovo) یک منطقهٔ مسکونی در بلغارستان است که در شهرستان گابروو واقع شده‌است.